# Bagojo del Río
Bagojo del Río är en ort i Mexiko.   Den ligger i kommunen Ahome och delstaten Sinaloa, i den västra delen av landet, 1 300 km nordväst om huvudstaden Mexico City. Bagojo del Río ligger 17 meter över havet och antalet invånare är 294.
Terrängen runt Bagojo del Río är platt åt sydväst, men åt nordost är den kuperad. Runt Bagojo del Río är det ganska tätbefolkat, med 83 invånare per kvadratkilometer. Närmaste större samhälle är Ahome, 4,0 km väster om Bagojo del Río. Trakten runt Bagojo del Río består till största delen av jordbruksmark.